# سنگ‌نوشته اورخون

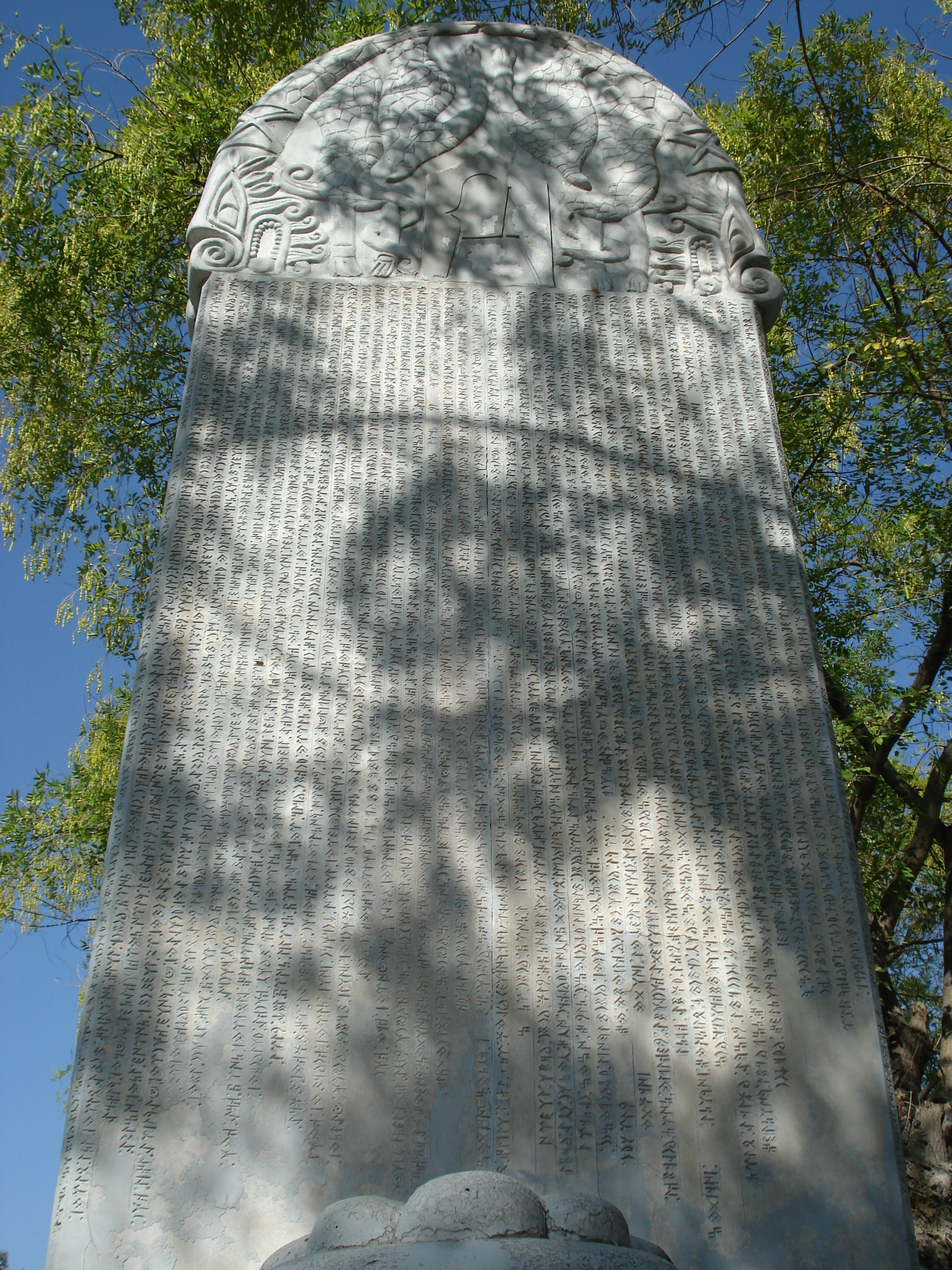
کپی کتیبه بیلگه خاقان در دانشگاه غازی در آنکارا

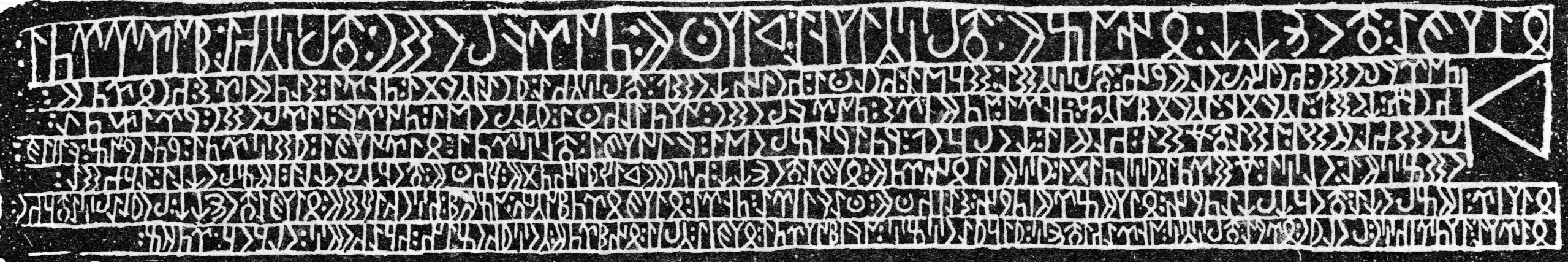
کتیبه تونیوکوک

سنگ نوشته اورخون سنگ نبشته ای در مغولستان (مناطقی که قسمتی ترک نشین و مغول دارد)و به دو زبان چینی و ترکی باستان است.
این کتیبه قدیمی‌ترین نوشته به زبان ترکی باستان است.برای زبان ترکی ابتدا خط قومی خاصی (ترکی باستان، اورخون) به کار می‌رفت، اما در دوره‌های بعد ترکان با فرهنگ‌های گوناگون اقوام همسایه آشنا شدند و با آن‌ها مناسباتی برقرار کردند و از زبان‌ها و خط‌هایشان استفاده کردند.
ترکان از قرن دوم، در ادوار و مکان‌های مختلف تحت تأثیر دین‌ها و فرهنگ‌هایی که پذیرفته‌اند یا در جوار آن‌ها قرار گرفته‌اند، زبان خود را با خط‌های متفاوتی کتابت کرده‌اند.

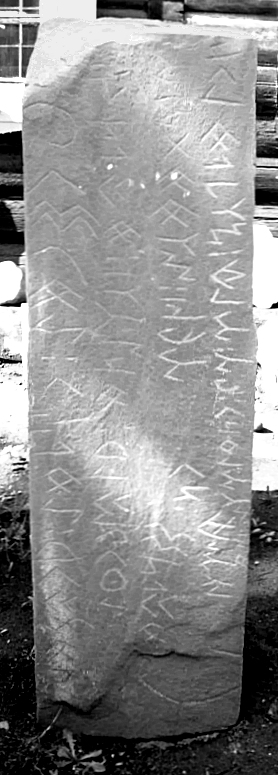

هر یک از این خطوط دوره رواج متمایزی داشته‌است؛ برخی عمر کوتاه داشته‌اند، بعضی به حیات خود ادامه داده ولی به صورت محلی باقی‌مانده‌اند، بعضی نیز از محیط خود فراتر رفته و از لحاظ مدنی و فرهنگی گسترش یافته‌اند. این کتیبه‌ها با آنچه امروزه الفبای اورخون نامیده می‌شود در دو بنای تاریخی واقع در دشت اورخون در مغولستان امروزی میان سال‌های۳۳۳ تا ۳۳۵ میلادی به احترام دو شاهزاده گوک‌ترک یعنی کول تیگین و برادرش بیلگه خاقان یک سیاستمدار و یک فرمانده نظامی نگاشته شده‌اند. سه یادبود کوچکتر نیز در اطراف این سنگ نبشته‌ها نیز کشف شده‌است. از میان سنگ نوشته‌های دشت اورخون مهم‌ترین ان کتیبه کول تگین است.

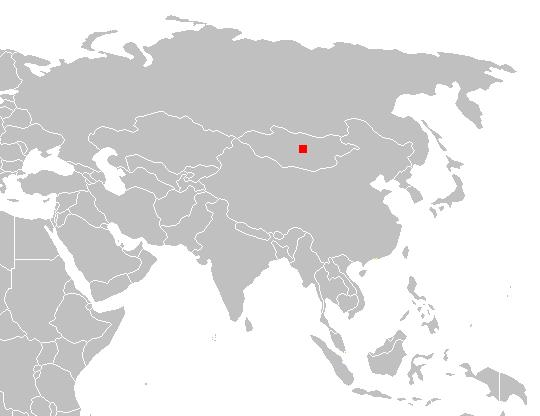
مکان دره اورخون در کشور مغولستان.

این کتیبه‌ها توسط نیکولای یادرینتسف در سال ۱۸۸۹ میلادی کشف شد و توسط واژه‌شناس دانمارکی ویلهلم توماسن در سال ۱۸۹۳ رمز گشایی شد.این سنگ نبشته‌ها بسیار به بناهای تاریخی که از دوران گوک‌ترکان در طی دوره دودمان تانگ در چین بجای مانده‌است شباهت دارد.

رؤسای قبایل ترکان اوغوز، مردم قبایل، خوب بشنوید. اگر خداوند نابود نکند یا زمین نبلعد، چه کسی می‌تواند قبایل ترک و قانونشان را نابود کند؟ (متنی از سنگ‌نبشته‌های اورخون)

## نگارخانه

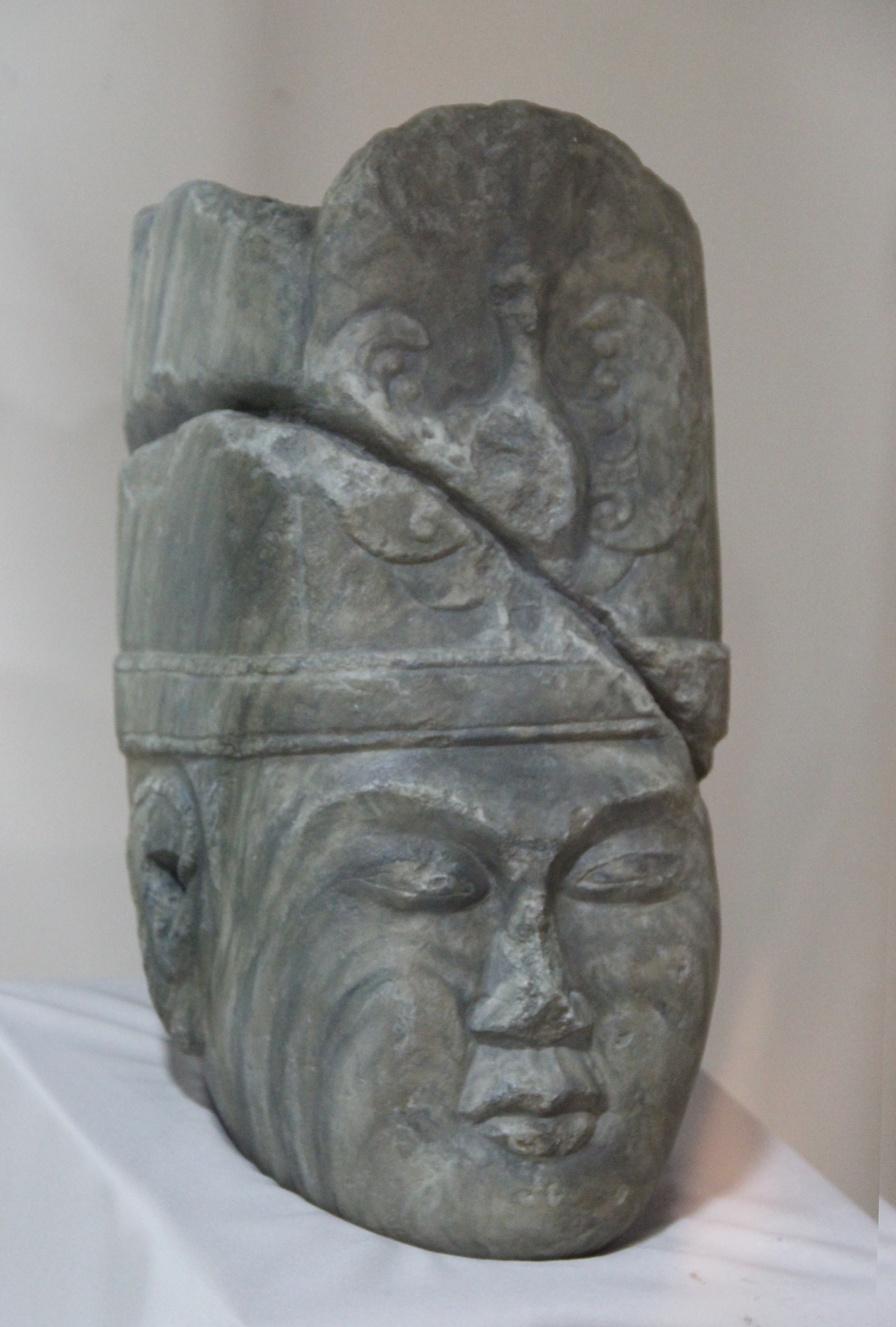
سردیس کول‌تکین، پادشاه گوک ترک

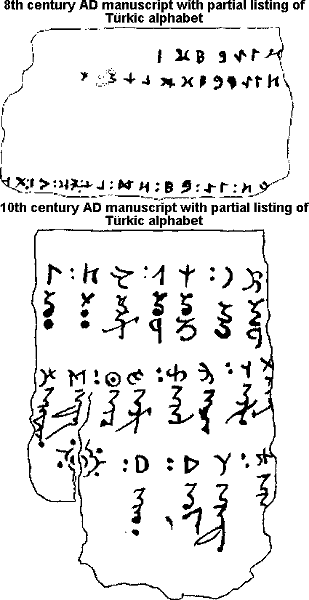